# Albizia leonardii
Espèce
Classification phylogénétique
Statut de conservation UICN

 VU B1+2c : Vulnérable
Albizia leonardii est une espèce de plantes à fleurs de la famille des Mimosaceae selon classification classique, ou à celle des Fabaceae, sous-famille des Mimosoideae selon la classification phylogénétique. C'est un arbuste tropical endémique aux Antilles et que l'on trouve essentiellement à Haïti.